# E (costante matematica)
In matematica il numero {\displaystyle e} è una costante matematica il cui valore approssimato a 12 cifre decimali è {\displaystyle 2{,}718281828459}. È la base della funzione esponenziale {\displaystyle e^{x}} e del logaritmo naturale. Il numero {\displaystyle e} può essere definito in vari modi e tra questi il più comune  è come limite della successione {\displaystyle (1+1/n)^{n}} al tendere di {\displaystyle n} all'infinito. Insieme a pi greco {\displaystyle (\pi )} è la costante matematica più importante, per via della sua presenza in molte formule apparentemente non correlate.
È un numero trascendente, dunque  irrazionale e, tramite la formula di Eulero, è legato alle funzioni trigonometriche. Il numero {\displaystyle e} è chiamato numero di Eulero, che  introdusse il simbolo "e" in un suo scritto pubblicato nel 1736; alternativamente, è detto anche numero di Nepero, pur essendo stato usato per la prima volta da Jakob Bernoulli nel tentativo di trovare un metodo per il calcolo degli interessi composti. 

## Definizioni
Il numero {\displaystyle e} può essere definito in uno dei seguenti modi:
- come il valore del limite[1]

{\displaystyle e:=\lim _{n\to \infty }{\left(1+{\frac {1}{n}}\right)}^{n};}
- come valore della serie[5]

{\displaystyle e:=\sum _{n=0}^{\infty }{1 \over n!}={1 \over 0!}+{1 \over 1!}+{1 \over 2!}+{1 \over 3!}+{1 \over 4!}+\cdots ,}
dove {\displaystyle n!} è il fattoriale del numero naturale {\displaystyle n}.
Una dimostrazione dell'equivalenza di queste definizioni è data di seguito. Le definizioni sono usate in modo analogo nella definizione della funzione esponenziale.
Un modo alternativo (non standard) di definire {\displaystyle e} coinvolge le equazioni differenziali: il numero di Nepero si può definire come il valore in {\displaystyle x=1} della funzione {\displaystyle f(x)} soluzione unica del problema di Cauchy dato dall'equazione differenziale {\displaystyle f^{\prime }(x)=f(x)} con condizioni iniziali {\displaystyle f(0)=1}.

## Proprietà

### Numero irrazionale e trascendente
Il numero {\displaystyle e} è irrazionale, più precisamente un numero trascendente, ossia non esiste un'equazione algebrica a coefficienti razionali che lo ammetta come soluzione. Questo è stato il primo numero che si è dimostrato essere trascendente senza essere stato costruito per essere collocato nell'insieme dei numeri reali non algebrici, come era accaduto in precedenza per la costante di Liouville. Una dimostrazione della irrazionalità di e è stata data da Charles Hermite nel 1873. Si presume che esso sia un numero normale.

### Formula di Eulero
La costante {\displaystyle e} compare nella formula di Eulero, una delle più importanti identità della matematica:
{\displaystyle e^{ix}=\cos(x)+i\sin(x),}
dove {\displaystyle i} indica l'unità immaginaria. Il caso particolare con {\displaystyle x=\pi } è noto come identità di Eulero:
{\displaystyle e^{i\pi }+1=0;}
questa uguaglianza è stata chiamata da Richard Feynman "gioiello di Eulero".

### Frazione continua
Lo sviluppo di {\displaystyle e} come frazione continua infinita è espresso dalla seguente configurazione:
{\displaystyle e=[2;1,2,1,1,4,1,1,6,1,1,8,1,1,10,\ldots ].}
Troncando la frazione continua si ottengono le approssimazioni razionali di {\displaystyle e}, di cui le prime (non intere) sono {\displaystyle 3,\ 8/3,\ 11/4,\ 19/7}.

### Proprietà analitiche
Il numero {\displaystyle e} è il punto centrale della commutazione dell'elevamento a potenza. Siano date tutte le coppie {\displaystyle (x,y)} per le quali {\displaystyle x^{y}=y^{x}}. Oltre al caso banale {\displaystyle x=y}, l'unica coppia intera (e razionale) per cui vale la proprietà è formata dai numeri 2 e 4, ma vale anche per infinite coppie irrazionali distribuite lungo una curva nel primo quadrante, asintotica alle rette {\displaystyle x=1} e {\displaystyle y=1}. Tale curva e la retta {\displaystyle y=x} si intersecano nel punto {\displaystyle (e,e)}. Sempre in merito a funzioni esponenziali, la radice {\displaystyle x}-esima di {\displaystyle x}, ossia {\displaystyle x^{\frac {1}{x}}}, ha massimo per {\displaystyle x=e} e l'esponenziale {\displaystyle x}-esimo di {\displaystyle x}, ovvero {\displaystyle x^{x}}, ha minimo per {\displaystyle x={\frac {1}{e}}}.

## Storia

Nel corso degli anni il numero è stato approssimato con una precisione di milioni di cifre decimali.

Il primo riferimento ad {\displaystyle e} in letteratura risale al 1618 ed è contenuto nella tavola di un'appendice di un lavoro sui logaritmi di John Napier. Nella tavola non appare la costante, bensì un elenco di logaritmi naturali calcolabili a partire dalla costante. Sembra che la tavola sia stata scritta da William Oughtred. La prima espressione di {\displaystyle e} come una costante è stata trovata da Jakob Bernoulli:
{\displaystyle \lim _{n\to \infty }\left(1+{\frac {1}{n}}\right)^{n}.}
Da questa espressione è difficile ricavare un buon valore numerico per la costante.
La sua prima citazione, rappresentata con la lettera {\displaystyle b} compare in due lettere di Gottfried Leibniz a Christiaan Huygens, del 1690 e del 1691. Leonhard Euler ha iniziato ad usare la lettera {\displaystyle e} per la costante nel 1727 e il primo uso di {\displaystyle e} compare nella Mechanica di Eulero (1736). Negli anni seguenti alcuni ricercatori hanno usato la lettera {\displaystyle c}, poi l'uso di {\displaystyle e} si è fatto più comune. Oggi la lettera {\displaystyle e} è il simbolo definitivo per indicare il numero di Nepero.
Non sono noti i motivi che condussero a scegliere la lettera {\displaystyle e}, si può supporre che {\displaystyle e} fu scelto perché iniziale della parola esponenziale. Un altro motivo sta nel fatto che {\displaystyle a}, {\displaystyle b}, {\displaystyle c}, e {\displaystyle d} venivano frequentemente usate per altri oggetti matematici ed {\displaystyle e} era la prima lettera dell'alfabeto latino non utilizzata. È improbabile che Eulero abbia scelto la lettera in quanto iniziale del proprio nome, poiché il numero non era una sua scoperta, era già noto ai matematici dell'epoca.

## Dimostrazione dell'equivalenza delle due formulazioni
La seguente dimostrazione mostra l'equivalenza delle due definizioni date sopra, ossia mostra che lo sviluppo in serie infinita presentato in precedenza coincide con il limite studiato da Bernoulli.
Definiamo
{\displaystyle s_{n}:=\sum _{k=0}^{n}{\frac {1}{k!}},}
{\displaystyle t_{n}:=\left(1+{\frac {1}{n}}\right)^{n}.}
Dal teorema binomiale si ha
{\displaystyle {\begin{aligned}t_{n}&=\sum _{k=0}^{n}{n \choose k}{\frac {1}{n^{k}}}=1+1+\sum _{k=2}^{n}{\frac {n(n-1)(n-2)\cdots (n-(k-1))}{k!\,n^{k}}}=\\&=1+1+{\frac {1}{2!}}\left(1-{\frac {1}{n}}\right)+{\frac {1}{3!}}\left(1-{\frac {1}{n}}\right)\left(1-{\frac {2}{n}}\right)+\cdots +{\frac {1}{n!}}\left(1-{\frac {1}{n}}\right)\cdots \left(1-{\frac {n-1}{n}}\right)\leq s_{n},\end{aligned}}}
da cui
1. {\displaystyle \liminf _{n\to \infty }t_{n}\leq \liminf _{n\to \infty }s_{n};}
2. {\displaystyle \limsup _{n\to \infty }t_{n}\leq \limsup _{n\to \infty }s_{n}.}

Qui devono essere usati il limite superiore e il limite inferiore poiché non è ancora noto se {\displaystyle t_{n}} e {\displaystyle s_{n}} convergono. Si noti che dall'espressione sopra di {\displaystyle t_{n}}, se {\displaystyle 2\leq m\leq n}, segue che
{\displaystyle 1+1+{\frac {1}{2!}}\left(1-{\frac {1}{n}}\right)+\cdots +{\frac {1}{m!}}\left(1-{\frac {1}{n}}\right)\left(1-{\frac {2}{n}}\right)\cdots \left(1-{\frac {m-1}{n}}\right)\leq t_{n}.}
Fissato {\displaystyle m,} si fa tendere {\displaystyle n} all'infinito ottenendo
{\displaystyle s_{m}=1+1+{\frac {1}{2!}}+\cdots +{\frac {1}{m!}}\leq \liminf _{n\to \infty }t_{n}.}
Da cui segue, facendo tendere {\displaystyle m} a infinito, che
{\displaystyle \limsup _{n\to \infty }s_{n}\leq \liminf _{n\to \infty }t_{n}.}
Considerando la prima delle precedenti disuguaglianze si ottiene:
{\displaystyle \liminf _{n\to \infty }t_{n}\leq \liminf _{n\to \infty }s_{n}\leq \limsup _{n\to \infty }s_{n}\leq \liminf _{n\to \infty }t_{n}.}
Quindi {\displaystyle s_{n}} converge:
{\displaystyle \liminf _{n\to \infty }t_{n}=\liminf _{n\to \infty }s_{n}=\limsup _{n\to \infty }s_{n}.}
Ora usando la seconda delle precedenti disuguaglianze si ottiene:
{\displaystyle \limsup _{n\to \infty }t_{n}\leq \limsup _{n\to \infty }s_{n}=\liminf _{n\to \infty }t_{n}.}
Quindi anche {\displaystyle t_{n}} converge e il limite coincide con il limite di {\displaystyle s_{n}.} Questo completa la dimostrazione.

## Rappresentazione stocastica
Oltre alle rappresentazioni analitiche esatte per calcolare {\displaystyle e}, esistono metodi stocastici per stimarlo. Uno di questi parte da una successione infinita di variabili casuali indipendenti {\displaystyle X_{1},X_{2},\ldots ,X_{n}} distribuite uniformemente nell'intervallo {\displaystyle [0,1]}. Sia {\displaystyle K} il numero di somme parziali di variabili {\displaystyle X_{n}} che siano strettamente minori di {\displaystyle 1}, ponendo:
{\displaystyle V={\frac {1}{K}}\sum _{i=0}^{K}n_{i},}
dove {\displaystyle n_{i}=\min(n:X_{1}+X_{2}+\ldots +X_{n}>1),} allora il valore atteso {\displaystyle V} è proprio la costante {\displaystyle e}.